# Preparatoria de Jalisco
Die Escuela Preparatoria de Jalisco ist eine weiterführende Schule im historischen Stadtzentrum von Guadalajara in Mexiko. Sie wurde 1914 gegründet und gehört zur Universidad de Guadalajara, deren Hauptsitz sich ebenfalls in Guadalajara befindet.

## Gebäude
Am 25. Oktober 1751 befahl Ferdinand VI. die Verlegung der Kongregation vom Oratorium des heiligen Philipp Neri zur Plaza de la Palma, um eine Kapelle und Schule zu gründen. Der Bau des Oratoriums begann 1752 unter der Leitung des Baumeisters Pedro José Ciprés. Die Arbeiten dauerten fünf Jahrzehnte, bis das Erdgeschoss mit seinen Innenhöfen im plateresken und Mudéjarstil fertiggestellt war, die Tempelweihe  erfolgt 1802. Das Gebäude beherbergte dann das Colegio de San Felipe Neri und wurde auch als Krankenhaus sowie Waisenhaus genutzt. In den 1840er-Jahren wurde der zweite Stock hinzugefügt.
Bis zur Auflösung des Oratoriums auf päpstlichen Erlass, nutzen die Oratorianer das Gebäude. Danach ging es an die Ordensgemeinschaften der Barmherzigen Schwestern über, welche es in der Zeit von 1850 bis 1867 als Krankenhaus für Bedürftige nutzten. Benito Juárez ordnete am 16. Juli 1872 an, dass das alte Kloster zur Unterbringung der Oberschule für Obdachlose genutzt werden solle.
Ab 1904 wurde das Gebäude in den Händen der Jesuiten in eine Schule für Jungen umgebaut. Die Fassade wurde im neoklassischen Stil umgebaut, der zweite Stock wurde fertiggestellt und  Labore für Biologie, Chemie und Physik eingebaut, die heute noch existieren. Das Colegio de San José war von 1906 bis 1914 geöffnet, danach wurde es von Revolutionären als Kaserne genutzt.
Manuel M. Diéguez ordnete die Beschlagnahmung des Gebäudes an und es wurde ab dem 1. August 1914 von den Jesuiten geräumt. Am 10. September 1914 bestimmte Diéguez per Dekret die Gründung der Escuela Preparatoria de Jalisco, die formelle Übergabe fand am 15. September 1914 statt. Seit 1925 ist die Schule Teil der Universität von Guadalajara.

## Architektur
Das Gebäude bildet mit der Basílica de San Felipe Neri eine bauliche Einheit, wobei die Schule etwa drei Viertel des Blocks einnimmt. Es erstreckt sich über zwei Stockwerke und ist in horizontalen Linien angelegt. Der erste Stock besitzt Fenster mit Rundbögen, der zweite Stock hat Einbuchtungen mit Balkonen. Das Gebäude hat mehrere Innenhöfe, die sich durch ihre Arkaden mit Spitzbögen und Rundbögen auszeichnen. Der Turm des Tempels ist von den Innenhöfen aus sichtbar und ein weiteres bemerkenswertes Element ist das Portal mit Zugang zum Atrium des Tempels.

## Bilder

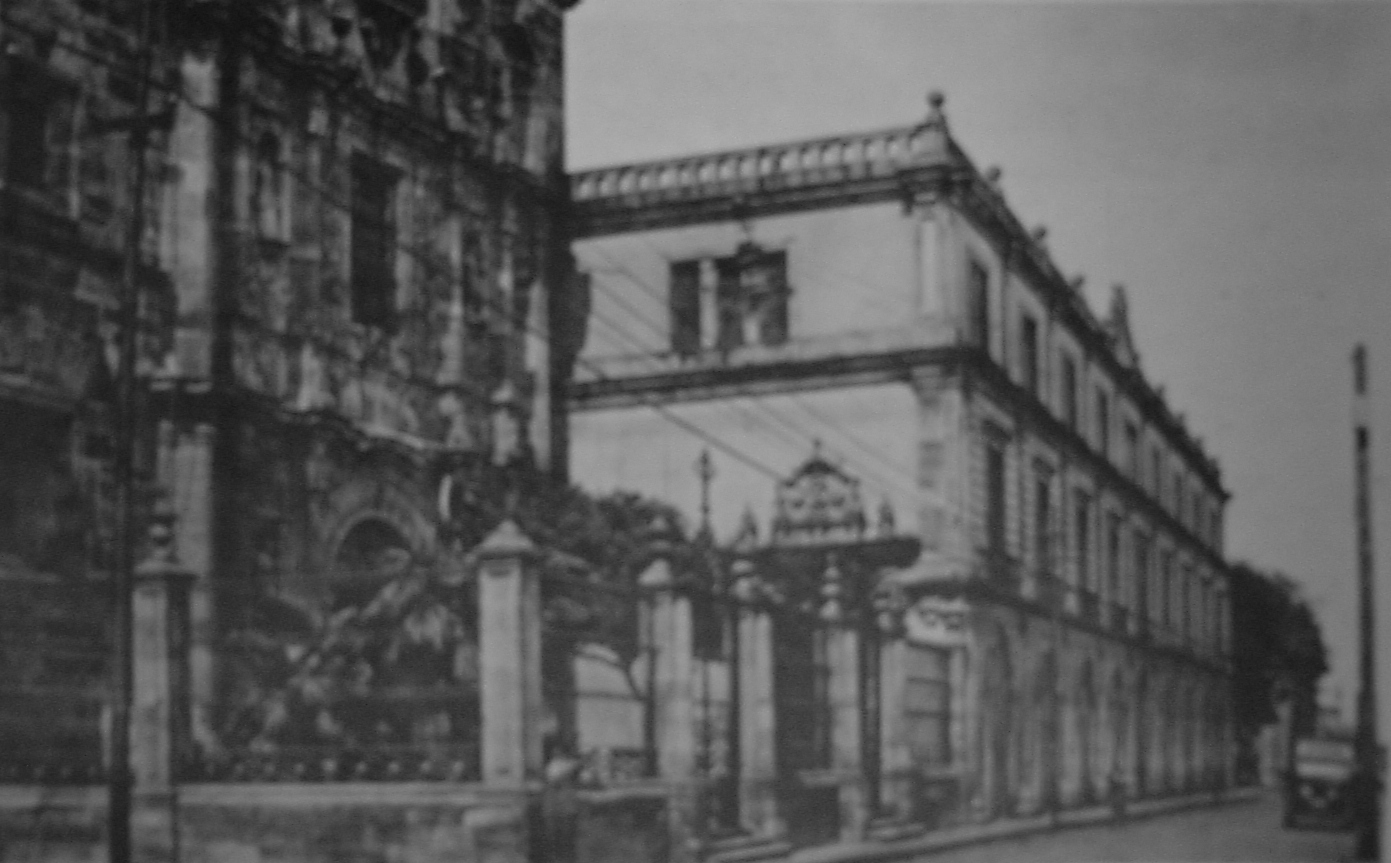
Die Basílica de San Felipe Neri und die Schule im Jahr 1918.
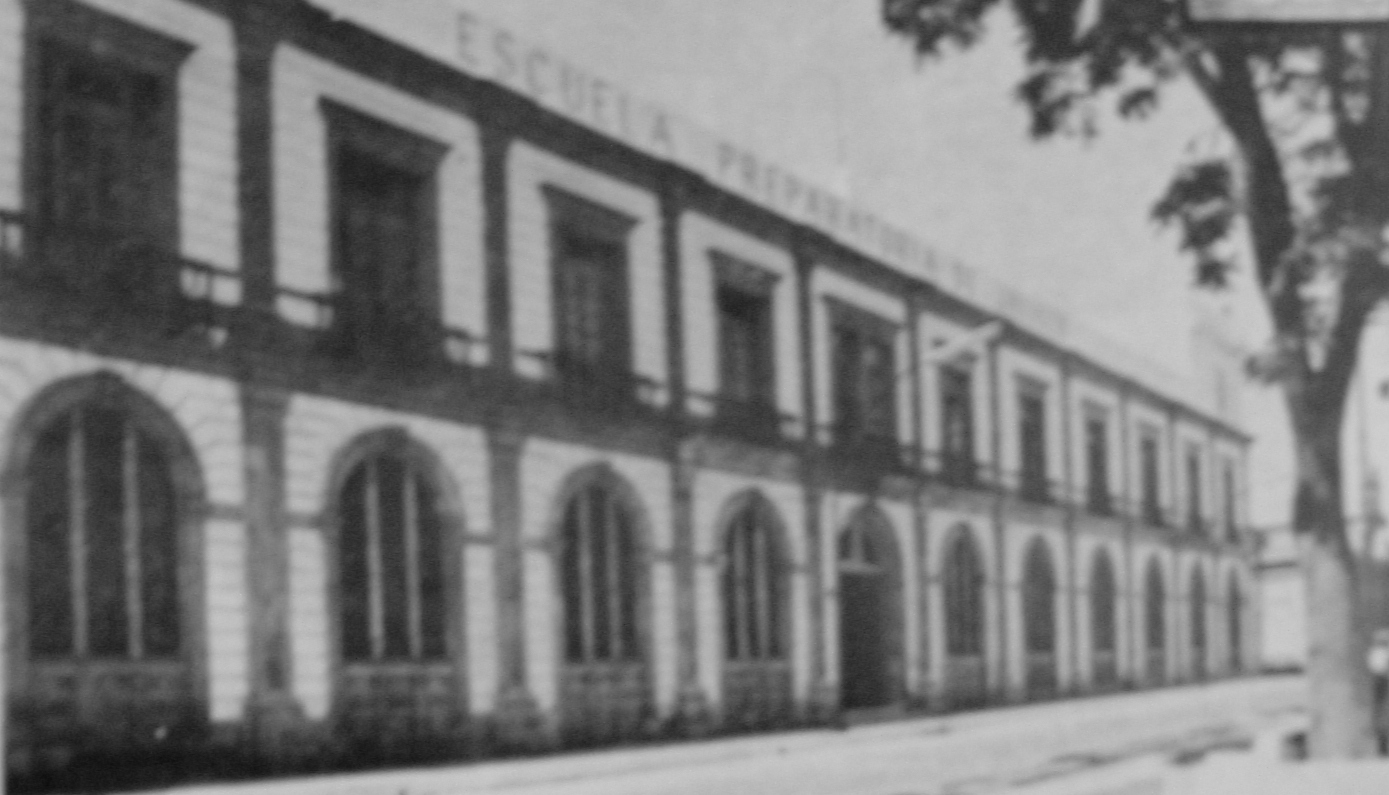
Die Schule im Jahr 1918.
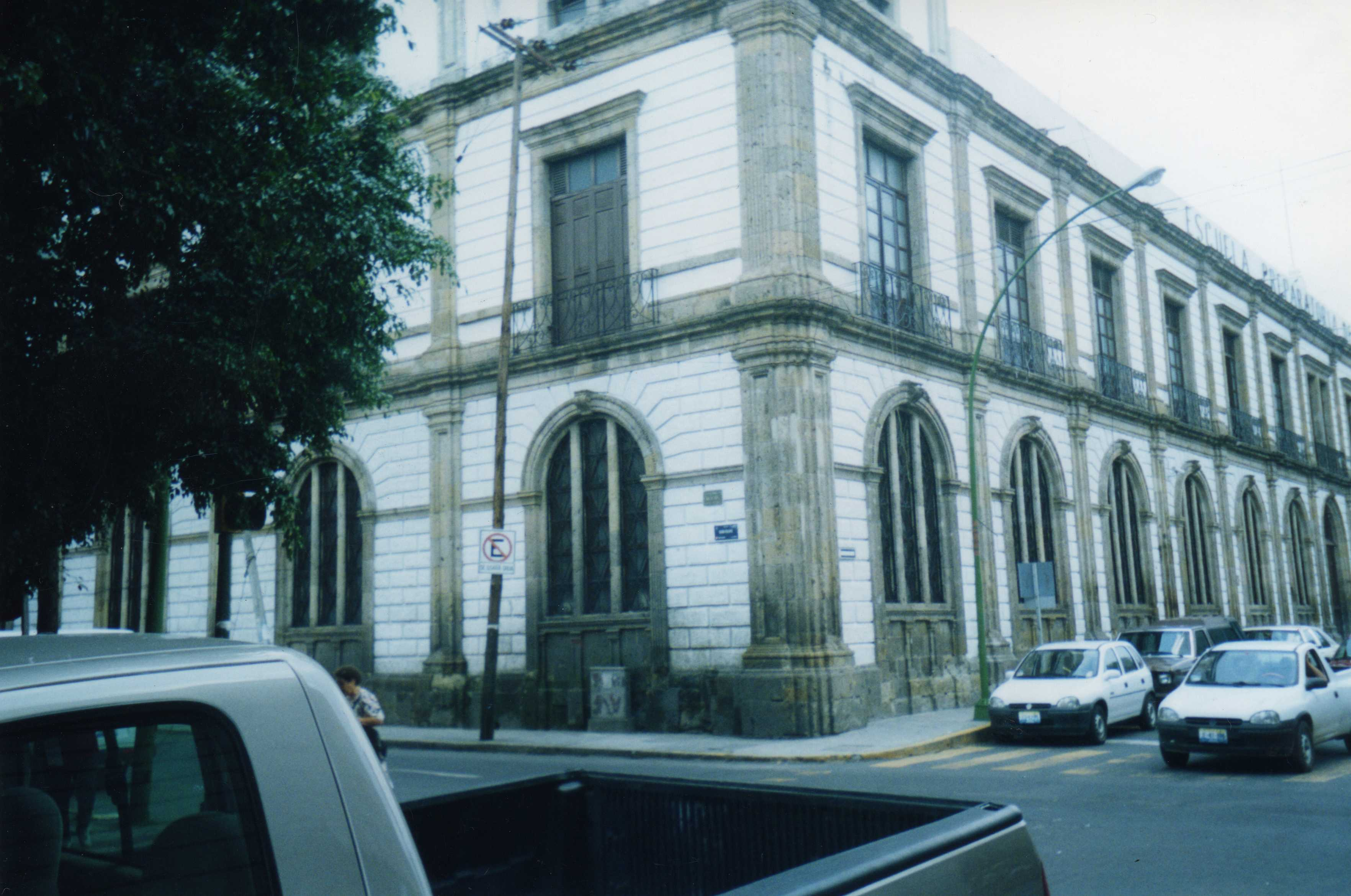
Blick auf die Fassade.
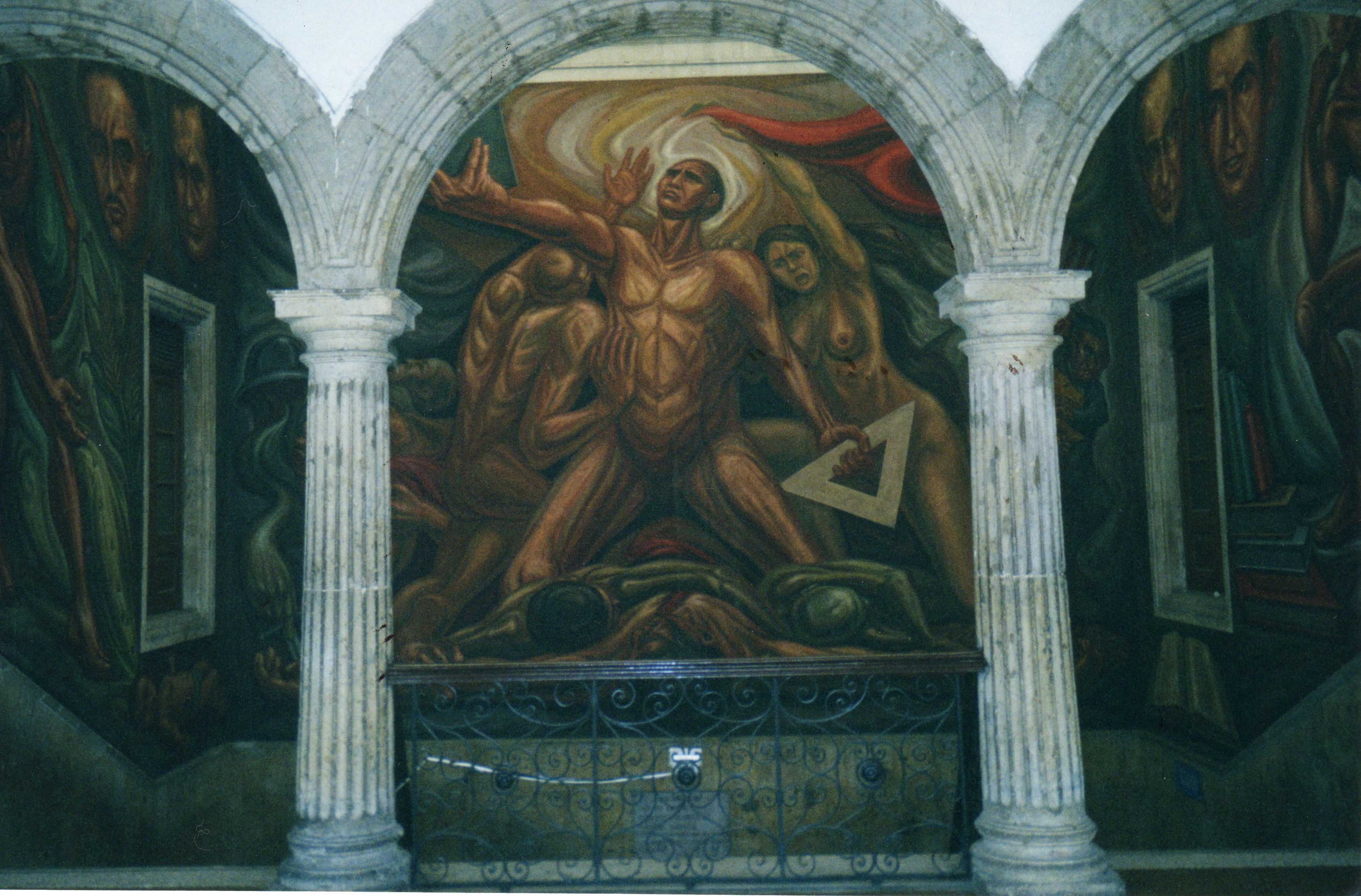
Wandgemälde von Guillermo Chavez Vega aus dem Jahr 1972.
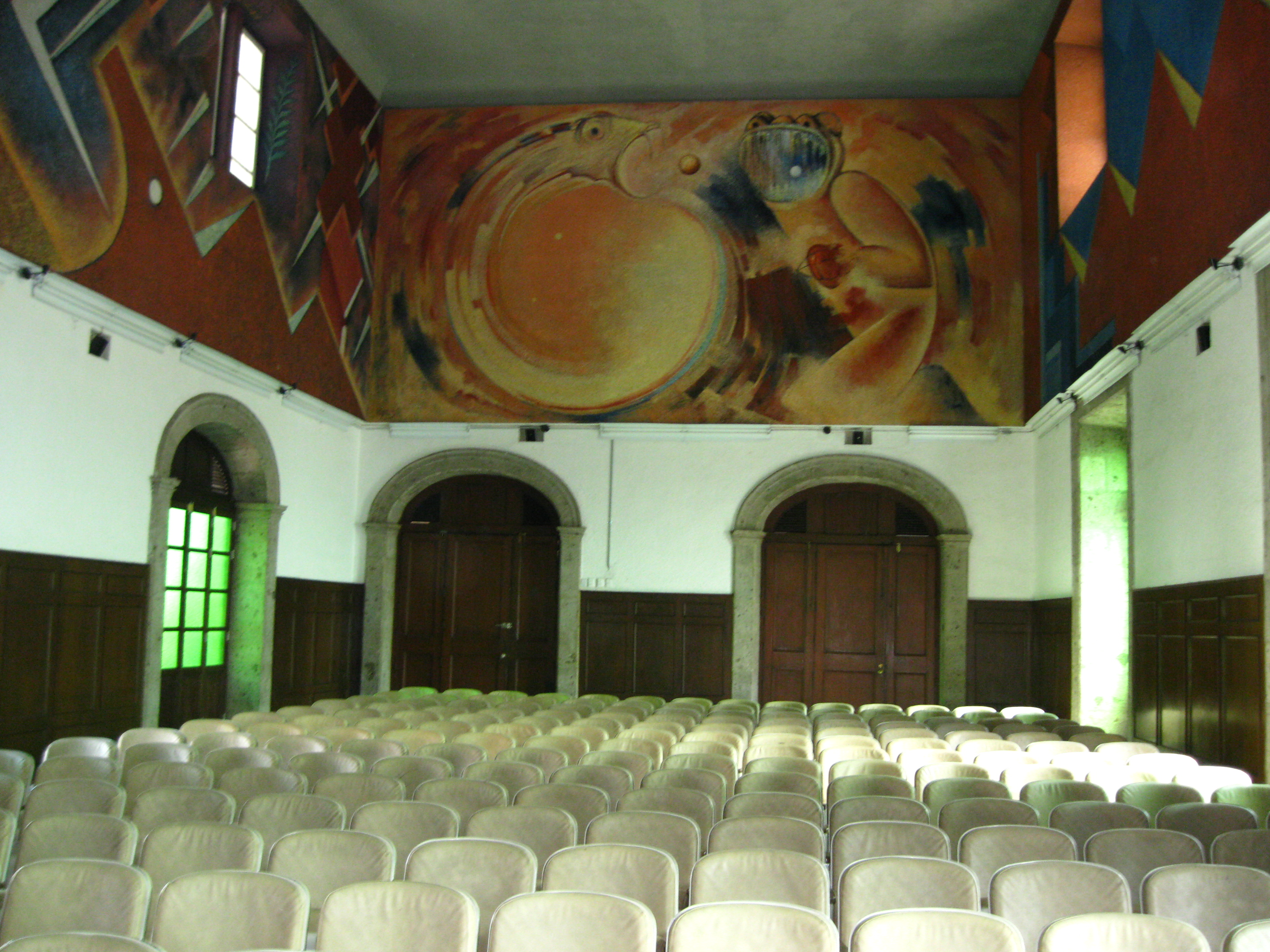
Große Aula José Guadalupe Zuno.